# Neolecta irregularis
Mitrule irrégulière
Espèce
Neolecta irregularis, la Mitrule irrégulière, est une espèce de champignons ascomycètes de la famille des Neolectaceae.